# Buldogue campeiro
Buldogue campeiro är en hundras från Brasilien. Den är en molosserhund med traditionell användning som boskapshund och slaktarhund. Namnet betyder lantlig bulldogg. Hundarna har använts både för att fånga in halvvild nötboskap och för att hålla fast dem vid slakt och annan hantering. De härstammar från brittiska bulldoggar som fördes till Rio Grande do Sul och Santa Catarina av europeiska emigranter från 1600-talet och framåt. Rasen är inte erkänd av Fédération Cynologique Internationale (FCI) men är nationell erkänd av den brasilianska kennelklubben Confederação Brasileira de Cinofilia (CBC).